# Dickinson (serie de televisión)
Dickinson es una serie web estadounidense de comedia creada por Alena Smith y producida por Apple TV+. Protagonizada por Hailee Steinfeld, la primera temporada se estrenó el 1 de noviembre de 2019. La serie se renovó para una segunda temporada en octubre de 2019 y una tercera en octubre de 2020. La segunda temporada se estrenó el 8 de enero de 2021. La tercera y última temporada se estrenó el 5 de noviembre de 2021.

## Sinopsis
Dickinson tiene lugar "durante la era de Emily Dickinson con una sensibilidad y un tono modernos. Lleva a los espectadores al mundo de Emily, explorando audazmente las limitaciones de la sociedad, el género y la familia desde la perspectiva de un escritor incipiente que no encaja con ella tiempo propio a través de su punto de vista imaginativo. Dickinson es la historia de la mayoría de edad de Emily: la lucha de una mujer para que se escuche su voz".

## Reparto

### Principal
- Hailee Steinfeld como Emily Dickinson, una poeta que está enamorada de su mejor amiga y prometida de su hermano, Sue.
- Toby Huss como Edward Dickinson, el padre de Emily, Austin y Lavinia que tiene ideales políticos tradicionales y no aprueba que Emily escriba.
- Adrian Enscoe como Austin Dickinson, el hermano mayor de Emily y Lavinia, recién graduado de la universidad. Es el prometido de Sue.
- Anna Baryshnikov como Lavinia Dickinson, la menor de los hermanos Dickinson. Está disgustada porque sus padres no le buscan un pretendiente.
- Ella Hunt como Sue Gilbert, la mejor amiga de Emily y la prometida de Austin. Recientemente huérfana, vivió en una pensión antes de mudarse con la familia de Emily.
- Jane Krakowski como Mrs. Dickinson, la madre de Emily, Austin y Lavinia. Es una ama de casa tradicional.
- Amanda Warren como Betty (temporada 3; recurrente temporada 1; invitada temporada 2), una modista local y mujer de Henry.
- Chinaza Uche como Henry (temporada 3; recurrente temporada 1-2), empleado de la familia Dickinson

### Recurrentes
- Wiz Khalifa como Muerte
- Samuel Farnsworth como George Gould
- Darlene Hunt como Maggie
- Gus Birney como Jane Humphrey
- Sophie Zucker como Abby Wood
- Allegra Heart como Abiah Root
- Kevin Yee como Toshiaki
- Gus Halper como Joseph Lyman (temporada 1)
- Jason Mantzoukas como Bee (voz; temporada 1)
- Robert Picardo como Ithamar Conkey
- Matt Lauria como Ben Newton (temporada 1)
- Jessica Hecht como Tía Lavinia (temporadas 1-2)
- Finn Jones como Samuel Bowles (temporada 2)
- Pico Alexander como Henry Shipley (temporada 2)
- Will Pullen como Nadie y Frazar Stearns (temporadas 2-3)
- Ayo Edebiri como Hattie (temporada 2)
- Gabriel Ebert como Thomas Wentworth Higginson (temporada 3)

### Invitados
- John Mulaney como Henry David Thoreau (temporada 2)
- Zosia Mamet como Louisa May Alcott (temporadas 2-3)
- Timothy Simons como Frederick Law Olmsted (temporada 2)
- Kelli Barrett como Adelaide May (temporada 2)
- Nick Kroll como Edgar Allan Poe (temporada 2)
- Billy Eichner como Walt Whitman (temporada 3)
- Ziwe Fumudoh como Sojourner Truth (temporada 3)
- Chloe Fineman como Sylvia Plath (temporada 3)

## Episodios
| Temporada | Temporada | Episodios | Episodios | Emisión original       | Emisión original        |
| Temporada | Temporada | Episodios | Episodios | Primera emisión        | Última emisión          |
| --------- | --------- | --------- | --------- | ---------------------- | ----------------------- |
|           | 1         | 10        | 10        | 1 de noviembre de 2019 | 1 de noviembre de 2019  |
|           | 2         | 10        | 10        | 8 de enero de 2021     | 26 de febrero de 2021   |
|           | 3         | 10        | 10        | 4 de noviembre de 2021 | 24 de diciembre de 2021 |

### Temporada 1 (2019)
| N.º en serie | N.º en temp. | Título                                                                 | Dirigido por       | Escrito por                    | Fecha de emisión original |
| --- | ------------ | ---------------------------------------------------------------------- | ------------------ | ------------------------------ | ------------------------- |
| 1 | 1            | «Because I could not stop» «Porque no pude parar»                      | David Gordon Green | Alena Smith                    | 1 de noviembre de 2019    |
| En el siglo XIX en Amherst, Massachusetts, una joven Emily Dickinson está cansada de que su familia intente encontrarle un pretendiente. Uno de ellos es George, un amigo suyo que le publica uno de sus poemas. Más tarde, Emily se entera de que su hermano Austin le había propuesto matrimonio a su mejor amiga, Sue. Emily le pide a Sue que siempre la ame más a ella que a su hermano y se besan. George le comunica a Emily que su poema será publicado en la siguiente edición de la revista, pero Emily tiene miedo de la reacción de su padre. Durante la cena, el padre de Emily anuncia que está planteando presentarse al Congreso, Austin les dice que él y Sue se quedarán a vivir en Amherst y Emily anuncia que su poema será publicado. El padre de Emily se enfada con ella y le dice que arruinará a la familia. Durante una alucinación, Emily se encuentra con la Muerte y hablan de sus poemas. Esa misma noche, el padre de Emily le dice que no quiere perderla y le pide que no se case y se vaya. Título y tema del episodio basado en el poema "Because I could not stop for Death". |              |                                                                        |                    |                                |                           |
| 2 | 2            | «I have never seen 'Volcanoes'» «Nunca he visto volcanes»              | David Gordon Green | Alena Smith & Rachel Axler     | 1 de noviembre de 2019    |
| Emily y Sue piensan en escaparse juntas. Emily se entera de que habrá una conferencia sobre volcanes, sin embargo, su padre se opone a la idea de que las mujeres obtengan una educación mayor. La madre de Emily se enfada con su marido por la decisión de tener una criada y le dice que se siente inútil. Emily y Sue deciden vestirse como hombres y colarse en la conferencia. En la universidad, George las descubre, pero les promete guardar el secreto. Sin embargo, durante la conferencia, Emily revela accidentalmente quienes son. Su padre se enfada con ella y le dice que pare de hacer sus travesuras. La madre de Emily la acusa de ser egoísta y de no pensar en su padre. Esa noche, Emily le confiesa a Sue que se siente atrapada y tienen sexo. Título y tema del episodio basado en el poema "I have never seen Volcanoes". |              |                                                                        |                    |                                |                           |
| 3 | 3            | «Wild nights» «Noches salvajes»                                        | Lynn Shelton       | Alena Smith & Ali Waller       | 1 de noviembre de 2019    |
| Emily tiene una pesadilla en la que pierde a Sue. Mientras, sus padres van a Boston a pasar la noche y sus hijos deciden tener una fiesta. Sue duda en hacer público su compromiso con Austin debido a su falta de dinero, pero Austin insiste en pagar sus deudas. George lleva opio a la fiesta y Emily lo comparte con los invitados. George baila con Emily y habla de casarse con ella, pero Emily le dice que se case con alguien normal y se besan antes de que ella salga corriendo con dolores de estómago. Austin anuncia su compromiso con Sue, antes de que ella vaya a buscar a Emily. Jane, un antigua compañera de clase de Emily, le confiesa a Austin lo que siente por él y duda de su matrimonio con Sue debido a la relación que esta tiene con Emily. Austin descubre a Sue y a Emily besándose y Sue les dice que se siente sofocada por ellos y se va a Boston. Título y tema del episodio basado en el poema "Wild Nights — Wild Nights!". |              |                                                                        |                    |                                |                           |
| 4 | 4            | «Alone, I cannot be» «Sola no puedo estar»                             | Lynn Shelton       | Alena Smith                    | 1 de noviembre de 2019    |
| Después de la huida de Sue a Boston, Emily y Austin se sienten infelices. El pueblo planea en construir el trayecto del ferrocarril a través de Amherst y Emily descubre que su árbol favorito será talado. Después de leer Walden, Emily y George van en busca de la ayuda de Henry David Thoreau. Emily se decepciona cuando descubre que él está desinteresado en su problema, pero su padre decide proteger su árbol. Título y tema del episodio basado en el poema "Alone, I cannot be". |              |                                                                        |                    |                                |                           |
| 5 | 5            | «I am afraid to own a Body» «Tengo miedo de poseer un cuerpo»          | Silas Howard       | Alena Smith & Ken Greller      | 1 de noviembre de 2019    |
| George le pide a Edward la mano de Emily y se siente decepcionado cuando el padre insinúa que es demasiado indulgente con ella. Cuando Emily se prepara para representar Otelo con su club de Shakespeare, George intenta hacer que le obedezca, primero al intentar censurar la obra y más tarde al negarse a que Henry, uno de los empleados de los Dickinson que es negro, interprete al protagonista. Aunque George intenta explicar su comportamiento, Emily se enfada y rechaza su propuesta de matrimonio. Título y tema del episodio basado en el poema "I am afraid to own a Body". |              |                                                                        |                    |                                |                           |
| 6 | 6            | «A brief, but patient illness» «Una breve pero paciente enfermedad»    | Silas Howard       | Rachel Axler                   | 1 de noviembre de 2019    |
| Toda la familia cree que Emily está en su lecho de muerte, provocando que su padre y su madre le confiesen sus remordimientos. Sin embargo, Emily simplemente está fingiendo su enfermedad para poder leer y escribir poemas. Cuando sale de su habitación, conoce al secretario de su padre, Ben Newton, que resulta ser aficionado a la poesía. Tras acabar su poema y dárselo a Ben, Emily finge la recuperación de su salud. Se sorprende al encontrarse a Sue, que había vuelto al enterarse de que Emily se estaba muriendo. Emily urge a Sue a seguir adelante con sus planes de casarse con Austin. Lavinia contrata a un pintor para que le pinte un retrato. Cuando queda disgustada con el resultado, intenta dibujarse a sí misma. Título y tema del episodio basado en el poema "A brief but patient illness". |              |                                                                        |                    |                                |                           |
| 7 | 7            | «We lose – because we win» «Perdemos porque ganamos»                   | Stacie Passon      | Robbie Macdonald & Alena Smith | 1 de noviembre de 2019    |
| Edward se prepara para las elecciones y se sorprende cuando descubre que se enfrenta a un estrecho margen. Ben incita a Emily a presentarse a un concurso local de poesía, pero ella se niega, sabiendo que su padre se enfadaría. Emily le pide a Austin que presente su poema "Nobody knows this little Rose" bajo su nombre, a lo que su hermano acepta y gana el concurso. Edward se da cuenta de que el poema había sido escrito por Emily y se enfada violentamente con ella. Edward gana las elecciones, pero su familia está demasiado enfadada para celebrar la victoria. Título y tema del episodio basado en el poema "We lose — because we win". |              |                                                                        |                    |                                |                           |
| 8 | 8            | «There's a certain Slant of light» «Hay una cierta inclinación de luz» | Stacie Passon      | Hayes Davenport                | 1 de noviembre de 2019    |
| Edward se ausenta durante Navidad y la familia organiza una cena. Deprimida por la ausencia de su marido, la madre de Emily se niega a salir de su habitación, lo que obliga a sus hijos a ser los anfitriones. Emily invita a Ben y Sue se siente sorprendida y celosa cuando Emily comienza a realizar tareas domésticas para impresionar a Ben. La mañana de Navidad, Emily descubre que su padre le está construyendo un invernadero para que pueda disfrutar las flores durante todo el año. Título y tema del episodio basado en el poema "There's a certain Slant of light". |              |                                                                        |                    |                                |                           |
| 9 | 9            | «Faith' is a fine invention» «La fe es un buen invento»                | Patrick Norris     | Darlene Hunt                   | 1 de noviembre de 2019    |
| Emily hace planes para ver el eclipse solar con Ben, quien está muy enfermo. Durante el eclipse, ambos se "anti-casan", prometiendo no casarse nunca. Cuando la tos de Ben se vuelve peor, Emily lo lleva a la casa de los Dickinson y se da cuenta de que él está empezando a tener alucinaciones. Sue descubre que está embarazada, para su disgusto. Lavinia le da a Joseph un dibujo de ella misma desnuda. Título y tema del episodio basado en el poema "Faith is a fine invention". |              |                                                                        |                    |                                |                           |
| 10 | 10           | «I felt a Funeral, in my Brain» «Sentí un funeral, en mi cerebro»      | Patrick Norris     | Alena Smith & Ali Waller       | 1 de noviembre de 2019    |
| El día de la boda de Austin y Sue, Emily aún está de luto por la muerte de Ben, pero intenta que el día de Sue sea especial y le escribe un poema. Austin se enfada con ella y le prohíbe ir a la boda y le dice a su familia que Emily había decidido no asistir a la ceremonia. George se va a buscar fortuna a California y le ofrece a Emily irse con él, pero ella se niega, diciendo que prefiere quedarse con Sue. Título y tema del episodio basado en el poema "I felt a Funeral, in my Brain". |              |                                                                        |                    |                                |                           |

### Temporada 2 (2021)
| N.º en serie | N.º en temp. | Título                                                                | Dirigido por       | Escrito por                 | Fecha de emisión original |
| --- | ------------ | --------------------------------------------------------------------- | ------------------ | --------------------------- | ------------------------- |
| 11 | 1            | «Before I got my eye put out» «Antes de sacarme el ojo»               | Christopher Storer | Alena Smith                 | 8 de enero de 2021        |
| Emily sigue teniendo alucinaciones y empieza a tener problemas de vista. Los Dickinson tienen problemas financieros cuando el padre de Emily intenta apoyar económicamente a Austin. Sue, después de un aborto, pierde la cabeza intentando convertirse en una gran influencia rica. Esperando poder ayudar a que Emily publique sus poemas, Sue le presenta al editor Samuel Bowles. Cuando él le pide que recite un poema, Emily tiene una alucinación y es incapaz de hacerlo. En vez de perder el interés en ella, Bowles se siente intrigado. Título y tema del episodio basado en el poema "Before I got my eye put out". |              |                                                                       |                    |                             |                           |
| 12 | 2            | «Fame is a fickle food» «La fama es un manjar voluble»                | Christopher Storer | Rachel Axler                | 8 de enero de 2021        |
| Después de haber quedado segunda en el anterior concurso de cocina, Emily está obsesionada con ganar el "Amherst Cattle Show Baking Contest". Cuando gana, se entera de que su receta será publicada en el periódico. Sue utiliza la victoria para convencer a Emily para que publique sus poemas. Bowles y Emily comienzan una amistad y comparte un poema con él. Austin, sin saber del aborto de Sue, le pide que considere tener un hijo con él. Título y tema del episodio basado en el poema "Fame is a fickle food". |              |                                                                       |                    |                             |                           |
| 13 | 3            | «The only Ghost I ever saw» «El único Fantasma que he visto»          | Rosemary Rodríguez | Alena Smith & Sophie Zucker | 8 de enero de 2021        |
| Aún dudando si debería publicar sus poemas, Emily organiza una sesión de espiritismo y alucina de nuevo con un hombre que se llama a sí mismo "Nadie". Cuando decide que quiere publicarlos, le da uno de sus poemas a Bowles. Para tratar de solucionar sus problemas financieros, Edward decide acoger a sus sobrinas huérfanas ricas, a pesar de la negativa de su mujer. Título y tema del episodio basado en el poema "The only Ghost I ever saw". |              |                                                                       |                    |                             |                           |
| 14 | 4            | «The Daisy follows soft the Sun» «La Margarita sigue sumisa al Sol»   | Rosemary Rodríguez | Robbie Macdonald            | 15 de enero de 2021       |
| Emily teme haber perdido su visión artística y se obsesiona con la opinión de Bowles. Lavinia se ve obligada a aceptar la propuesta de matrimonio de Henry Shipley. Austin, desesperado por querer ser padre, adopta a las niñas Newton, a pesar del desagrado de Sue. Título y tema del episodio basado en el poema "The Daisy follows soft the Sun". |              |                                                                       |                    |                             |                           |
| 15 | 5            | «Forbidden Fruit a flavor has» «El Fruto prohibido un sabor tiene»    | Silas Howard       | Ken Greller                 | 22 de enero de 2021       |
| Emily descubre que Bowles tiene una reputación de seducir a las mujeres a las que les publica sus obras. Durante una pelea, Austin le dice a Sue que se había quedado con la herencia de las niñas Newman. Henry consigue una máquina de imprenta para su periódico. Bowles le pide a Emily que le escriba un poema para esa misma noche y, más tarde, tiene una alucinación con él. Título y tema del episodio basado en el poema "Forbidden Fruit a flavor has". |              |                                                                       |                    |                             |                           |
| 16 | 6            | «Split the lark» «Abre la alondra»                                    | Silas Howard       | Alena Smith                 | 29 de enero de 2021       |
| Los Dickinson van a la ópera, donde Emily, enamorada de Bowles, acaba en el palco del editor. Él se enfada con ella por haberle escrito una carta a su mujer y se va. Emily comienza a tener una alucinación de Sue y la besa. Título y tema del episodio basado en el poema "Split the Lark — and you'll find the Music". |              |                                                                       |                    |                             |                           |
| 17 | 7            | «Forever — is composed of Nows» «La Eternidad – se compone de Ahoras» | Stacie Passon      | Yael Green                  | 5 de febrero de 2021      |
| Las mujeres de la familia se van a un spa. Emily culpa a Sue de su bloqueo por haberle presentado a Bowles y, más tarde, se reencuentra con George. Jane le pide a Austin que sea el padrino de su hijo y se besan. Bowles le comunica a Emily que su poema será publicado al día siguiente y ella le da todos sus obras. Título y tema del episodio basado en el poema "Forever — is composed of Nows". |              |                                                                       |                    |                             |                           |
| 18 | 8            | «I'm Nobody! Who are you?» «¡Yo soy Nadie! ¿Quién eres tú?»           | Stacie Passon      | Alena Smith & Ayo Edebiri   | 12 de febrero de 2021     |
| El día en el que se publica su poema, Emily se da cuenta de que es invisible y se pasa el día espiando las opiniones de la gente sobre su obra. Deprimida por el resultado, se cuela en la celebración de Henry por el éxito del periódico abolicionista "The Constellation". Cuando entra en casa de su hermano, descubre que Sue y Bowles tienen una aventura. Título y tema del episodio basado en el poema "I'm Nobody! Who are you?". |              |                                                                       |                    |                             |                           |
| 19 | 9            | «I Like a Look of Agony» «Me Gusta Ver la Agonía»                     | Silas Howard       | Robbie Macdonald            | 19 de febrero de 2021     |
| Sue va a visitar a su vieja amiga Mary, la mujer de Bowles. Austin organiza una reunión con sus amigos para celebrar una última vez cuando surgen los rumores de una guerra civil. Allí, Emily descubre que "Nadie" es el amigo de su hermano, Frazar Stearns, y le advierte de que va a morir. Emily vuelve a dudar si realmente quiere que sus poemas sean publicados. Título y tema del episodio basado en el poema "I like a look of Agony". |              |                                                                       |                    |                             |                           |
| 20 | 10           | «You cannot put a Fire out» «No puedes apagar un Fuego»               | Silas Howard       | Alena Smith                 | 25 de febrero de 2021     |
| Emily intenta recuperar sus poemas, pero Bowles se niega, por lo que Maggie los roba para devolvérselos. Durante el bautizo del ahijado de Austin, las niñas Newman provocan un incendio. Edward le dice a su mujer que esa misma noche había soñado que eso pasaría. Sue le confiesa a Emily que está enamorada de ella y se reconcilian. Título y tema del episodio basado en el poema "You cannot put a Fire out". |              |                                                                       |                    |                             |                           |

### Temporada 3 (2021)
| N.º en serie | N.º en temp. | Título                                                                             | Dirigido por   | Escrito por                        | Fecha de emisión original |
| --- | ------------ | ---------------------------------------------------------------------------------- | -------------- | ---------------------------------- | ------------------------- |
| 21 | 1            | «“Hope” is the thing with feathers» «La "Esperanza" es un ser con plumas»          | Silas Howard   | Alena Smith                        | 5 de noviembre de 2021    |
| Mientras la Guerra de Secesión continúa, la familia Dickinson se ve afectada por la muerte de la tía Lavinia. Emily se siente inspirada en el funeral y jura cuidar mejor de su familia. Sin embargo, un Austin amargado y ebrio se ha alejado de su familia a pesar de que Sue está embarazada. Título y tema del episodio basado en el poema ""Hope" is the thing with feathers". |              |                                                                                    |                |                                    |                           |
| 22 | 2            | «It feels a shame to be alive –» «Da vergüenza estar Viva –»                       | Silas Howard   | Robbie Macdonald                   | 5 de noviembre de 2021    |
| Tras el infarto de su padre, Austin y Lavinia comienzan a darse cuenta del control que Edward tenía sobre sus vidas. Sue está de parto y Emily y su madre toman la función de matronas. Título y tema del episodio basado en el poema "It feels a shame to be alive". |              |                                                                                    |                |                                    |                           |
| 23 | 3            | «The Soul has Bandaged moments» «El Alma tiene momentos Vendados»                  | Rachael Holder | Sophie Zucker                      | 5 de noviembre de 2021    |
| Título y tema del episodio basado en el poema "The Soul has Bandaged moments". |              |                                                                                    |                |                                    |                           |
| 24 | 4            | «This is my letter to the World» «Esta es mi carta al Mundo»                       | Rachael Holder | Ken Greller & R. Eric Thomas       | 12 de noviembre de 2021   |
| Título y tema del episodio basado en el poema "This is my letter to the World". |              |                                                                                    |                |                                    |                           |
| 25 | 5            | «Sang from the Heart, Sire» «Canté desde el Corazón, Señor»                        | Keith Powell   | Alena Smith & Francis Weiss Rabkin | 19 de noviembre de 2021   |
| Título y tema del episodio basado en el poema "Sang from the Heart, Sire". |              |                                                                                    |                |                                    |                           |
| 26 | 6            | «A little Madness in the Spring» «Un poco de Locura en Primavera»                  | Silas Howard   | Ayo Edebiri                        | 25 de noviembre de 2021   |
| Título y tema del episodio basado en el poema "A little Madness in the Spring". |              |                                                                                    |                |                                    |                           |
| 27 | 7            | «The Future never spoke» «El Futuro nunca habló»                                   | Heather Jack   | Alena Smith                        | 3 de diciembre de 2021    |
| Título y tema del episodio basado en el poema "The Future never spoke". |              |                                                                                    |                |                                    |                           |
| 28 | 8            | «My life had stood – a loaded gun –» «Mi vida había resistido – un Arma Cargada –» | Heather Jack   | Robbie MacDonald                   | 10 de diciembre de 2021   |
| Título y tema del episodio basado en el poema "My Life had stood - a Loaded Gun". |              |                                                                                    |                |                                    |                           |
| 29 | 9            | «Grief is a Mouse» «La pena es un Ratón»                                           | Ken Greller    | Laura Terruso                      | 17 de diciembre de 2021   |
| Título y tema del episodio basado en el poema "Grief is a Mouse". |              |                                                                                    |                |                                    |                           |
| 30 | 10           | «This was a Poet -» «Esta fue una Poeta -»                                         | Alena Smith    | Alena Smith & R. Eric Thomas       | 24 de diciembre de 2021   |
| Título y tema del episodio basado en el poema "This was a Poet - It is That". |              |                                                                                    |                |                                    |                           |

## Producción

### Desarrollo
El 30 de mayo de 2018, se anunció que Apple había dado a la producción un pedido directo a la serie. La serie está escrita por Alena Smith, quien también se dedica a la producción ejecutiva junto a David Gordon Green, Michael Sugar, Ashley Zalta, Alex Goldstone y Darlene Hunt. También se espera que Green dirija. Las compañías de producción involucradas incluyen a Wiip y a Anonymous Content. En octubre de 2019, The Hollywood Reporter anunció que Dickinson había sido renovada para una segunda temporada. En octubre de 2020, antes del estrenó de la segunda temporada, la serie fue renovada para una tercera temporada. El 4 de septiembre de 2021, se anunció que la tercera y última temporada se estrenará el 5 de noviembre de 2021.

### Casting
Junto con el anuncio inicial de la serie, se confirmó que Hailee Steinfeld interpretaría a Emily Dickinson. El 29 de agosto de 2018, se anunció que Jane Krakowski había sido elegida para un papel protagonista. El 26 de septiembre de 2018, se anunció que Toby Huss, Anna Baryshnikov, Ella Hunt y Adrian Enscoe habían sido elegidos como actores de la serie. El 29 de enero de 2019, se informó que Matt Lauria se había unido al elenco de forma recurrente. En diciembre de 2019, se anunció que Finn Jones y Pico Alexander también formarían parte de la serie.

### Rodaje
El rodaje de la serie comenzó el 7 de enero de 2019 en Old Bethpage, Nueva York. En marzo de 2019, The New York Times informó que la filmación había concluido. En noviembre de 2019, Steinfeld confirmó que la segunda temporada ya se estaba rodando. La grabación de la tercera temporada comenzó el 17 de marzo de 2021 y terminó el 15 de junio de 2021.

## Recepción

### Temporada 1
La primera temporada de Dickinson recibió críticas generalmente positivas. Rotten Tomatoes le dio un aprobado del 75% basado en 65 críticas y una puntuación media de 6,52/10. Metacritic le asignó una media de 66 sobre 100 basado en 29 críticas "generalmente positivas".

### Temporada 2
La segunda temporada ha sido aclamada universalmente. En Rotten Tomatoes tiene un aprobado del 100% basado en 24 críticas, con una puntuación media de 8,3/10. Metacritic le dio una puntuación del 81 sobre 100 basado en 9 críticas.

### Temporada 3
La tercera temporada también ha sido aclamada universalmente. En Rotten Tomatoes, tiene un aprobado del 100% basado en 21 críticas, con una puntuación media de 8,3/10. El consenso de la página web asegura que "Auténtica a sí misma, la última temporada de Dickinson entrega un cierre elegante como una estrofa bien estructurada". En Metacritic, la serie tiene una puntuación de 91/100 basada en 6 críticas.

## Premios y nominaciones
| Año  | Premio                                                  | Categoría                                                              | Nominados                                 | Resultado |
| ---- | ------------------------------------------------------- | ---------------------------------------------------------------------- | ----------------------------------------- | --------- |
| 2019 | Premios Peabody                                         | Entretenimiento                                                        | Dickinson                                 | Ganadora  |
| 2020 | GLAAD Media Awards                                      | Mejor Serie de Comedia                                                 | Dickinson                                 | Nominada  |
| 2021 | Hollywood Critics Association                           | Mejor Actriz en una Serie de Comedia                                   | Hailee Steinfeld                          | Nominada  |
| 2021 | Premios de la Sociedad de Decoradores de Estados Unidos | Mejor Logro en Decoración/Diseño de una Serie Monocámara de Media hora | Marina Parker, Neil Patel and Loren Weeks | Nominados |
| 2022 | GLAAD Media Awards                                      | Mejor Serie de Comedia                                                 | Dickinson                                 | Pendiente |